# Jes Peter Asmussen
Jes Peter Asmussen, född 2 november 1928 i Åbenrå, död 5 augusti 2002 i Köpenhamn, var en dansk iranolog.
Asmussen studerade teologi och grönländska vid Köpenhamns universitet och blev teologie kandidat 1954. Därefter ägnade han sig åt studier i iranistik i Cambridge, Hamburg, London och Teheran, som kulminerade i en filosofie doktorsexamen avlagd vid Köpenhamns universitet år 1965. Han förblev detta lärosäte trogen genom sin akademiska karriär – blev lektor 1966 och professor 1967, som efterträdare till professor Kaj Barr. Han gick i pension 1998.
Asmussens forskning gällde främst Irans religioner. Han var huvudsakligen intresserad av manikeismen, men skrev även om mazdaismens, islams och kristendomens ställning i det forntida Iran, samt om det judeopersiska språket och litteraturen. Han var en av Danmarks främsta orientalister.
Han kallades till ledamot av Det Kongelige Danske Videnskabernes Selskab 1973 och till korresponderande ledamot av sachsiska vetenskapsakademien 1982. Han blev riddare av Dannebrogorden 1976. År 1986  utnämndes han till hedersdoktor vid Lunds universitet.
Asmussen är gravsatt på Holmens kyrkogård i Köpenhamn.

## Utmärkelser
- Riddare av Dannebrogorden,  1976[2]
- Hedersdoktor vid Lunds universitet,  1986[2]

[Redigera Wikidata]